# حمزة الأصفهاني
أبو عبد الله حمزة بن الحسن الأصفهاني (280 - 360 ه‍ / 893 - 970 م) هو مؤرخ، أديب. من أهل أصفهان.
رحل إلى بغداد وغيرها للدراسة. من مصنفاته «التنبيه على حدوث التصحيف» و«تاريخ سني ملوك الأرض والأنبياء».
وقد ألف المستشرق أوجين متفوخ كتاب «مؤلفات حمزة الأصفهاني» باللغة الألمانية.

## عن حياته
أبو عبد الله حمزة بن الحسن الأصفهاني، لغوي وأديب ومؤرخ، فارسي النسب، لم يأت كتّاب السير الذين كتبوا عنه بالعربية أو الفارسية، بتفصيل واف عن حياته، وما نعرفه عنه مستمد من النبذ البالغة الإيجاز التي أوردها هؤلاء، ومن الإشارات العارضة المقتضبة التي جاءت في مؤلفاته.

## سيرته
قضى أبو عبدالله معظم حياته في أصفهان ومات فيها، وامتهن مهنة أبيه في تعليم النشئ، فاشتهر بلقب المؤدب، ودعي أحياناً بالفقيه وحقق شهرة عند أبناء عصره فراسله العلماء والأدباء، ونعته الجهلة الحسدة من أبناء بلده «بائع الهذيان» لنشاطه الجم في التأليف.
زار حمزة بغداد مرات عدة، فكان غالب من درس حمزة عليهم من العلماء من سكان بغداد، وكان بعضهم من أبناء بلده، وكان هؤلاء من ذوي الاختصاص باللغة والحديث والأنساب والتاريخ، كما كانت له قراءات في الفلسفة والعلوم والفنون والطب.
ترك تراثاً غزيراً، وغنياً ومتنوعاً في اللغة والتاريخ، وأهم آثاره في التاريخ «تاريخ سني ملوك الأرض والأنبياء عليهم الصلاة والسلام» تحدث فيه عن ملوك الفرس والروم واليونان، والقبط واليهود والمناذرة وجعل من أبرز أهدافه في الكتاب تحديد تاريخ بدء حكم هؤلاء الملوك ونهايته، طبع الكتاب طبعات عديدة في أوروبا والهند وأخيراً في بيروت، وترجم إلى الألمانية والإنجليزية كما ترجم الباب العاشر منه إلى اللاتينية. وله أيضاً كتاب آخر في التاريخ تحدث فيه عن تاريخ مدينته « تاريخ أصفهان وأخبارها»، والكتاب مفقود وقد نقل عنه كثيرون، وله في ميدان الأدب كتاب «ديوان أبي نواس» جمع مادته في رحلته إلى بغداد عام 326هـ/937م.

## مكانته
يعد حمزة الأصفهاني من أبرز مؤلفي القرن الرابع الهجري، وقد أفاد من مصنفاته التاريخية ابن الأثير وأبو الفداء والمؤرخ الفارسي حمد الله مستوفي قزويني في كتابه «تاريخ كُزيدَه» («التاريخ المنتخب») وعدّه دولتشاه في تذكرة الشعراء في مستوى الطبري، ولا شك أن ترجمة كتابه «تاريخ سني ملوك الأرض» إلى اللغات الأوروبية، دليل على اهتمام الباحثين هناك بحمزة الأصفهاني المؤرخ.
أما في مجال اللغة والأدب، فقد نعته الصاحب بن عباد بأنه «شيخ مقدم» وعده الثعالبي «من ظرفاء الأدباء»، وقرنه بالصاحب بن عباد نفسه، ووجده ياقوت «صاحب لغة ومعنياً بها»، وأفاد من أعماله في معجمه، كما أخذ منه جلال الدين السيوطي في «بغية الوعاة».

## مصنفاته
- "تاريخ سني ملوك الأرض والأنبياء عليهم الصلاة والسلام"[6]
- "تاريخ أصفهان وأخبارها"
- "ديوان أبي نواس"
- "الأمثال على وزن أفعل"
- "التنبيه على حدوث التصحيف"
- "الموازنة بين العربية والفارسية"
- "تاريخ كُزيدَه"